# Xinyu
Xinyu (chiń. 新余; pinyin Xīnyú) – miasto o statusie prefektury miejskiej we wschodnich Chinach, w prowincji Jiangxi. W 2010 roku liczba mieszkańców miasta wynosiła 104 277. Prefektura miejska w 1999 roku liczyła 1 048 521 mieszkańców.